# 義爵
義爵是太平天國爵位之一，位於王爵之下、安爵之上，為太平天國六等爵之首。
義爵之名號為太平天國獨創，其得名於石達開的封號「義王」。1856年天京事變後，石達開入京輔佐朝政，被推舉為「義王」，但石達開推辭不受。為牽制石達開，洪秀全冊封自己的兄長洪仁發為「安王」、洪仁達為「福王」。石達開逃離天京後，洪秀全撤銷洪仁發、洪仁達的王爵，並宣稱此後「永不封王」，隨後開創義爵、安爵等六等爵。
義爵的頭銜之前加「天」字，再冠以一字以示區別，如成天義陳玉成、則天義梁成富等。在創設初期，義爵和安爵並稱「義安」，曾是太平天國非常崇高的爵位。1860年以後，由於濫加封賞，地位逐漸卑下。
太平天國婦女亦有六等爵，女六爵之首為女貞姜，與義爵對應。